# Saint-Laurent (dzielnica)
Saint-Laurent – dzielnica Montrealu. Jest jedną z największych dzielnic pod względem powierzchni. Została nazwana na cześć Wawrzyńca z Rzymu (Laurent to po francusku Wawrzyniec), starożytnego męczennika chrześcijańskiego. Saint-Laurent była samodzielnym miastem do 2002 roku, od 1 stycznia 2002 jest dzielnicą Montrealu.
Liczba mieszkańców Saint-Laurent wynosi 84 833. Język francuski jest językiem ojczystym dla 28,9%, angielski dla 15,8% mieszkańców (2006).

## Współpraca
- Mérignac, Francja
- Lethbridge, Kanada